# Eoin O'Duffy
Eoin O'Duffy (Lough Egish, 20 ottobre 1892 – Dublino, 30 novembre 1944) è stato un generale e politico irlandese, militante dell'IRA e capo dei Blueshirts (Camicie Azzurre) irlandesi, l'organizzazione politica paramilitare affine alle Camicie Brune naziste (le S.A.) e alle Camicie Nere fasciste.

## Biografia
Nato a Lough Egish, vicino a Castleblayney, O'Duffy passò i primi anni della propria vita lavorando come ingegnere.

### Lotta per l'indipendenza
Nel 1912 aderì al Sinn Féin dell'Ulster e nel 1917 si unì all'Irish Republican Army come capitano e prese parte alla Guerra d'indipendenza, e nel 1919 divenne tenente colonnello e considerato da Michael Collins uno dei leader della lotta nell'Ulster. Nel febbraio 1920 venne fatto prigioniero dalla Royal Irish Constabulary, la polizia irlandese fedele alla corona britannica. Nel 1921 fu eletto membro del parlamento irlandese. Al suo rilascio, avvenuto nel gennaio del 1922, fu promosso generale, divenendo così il generale più giovane dell'Europa (secondo solo a Francisco Franco) e capo di stato maggiore dell'IRA. Scoppiata la guerra civile irlandese ebbe la guida del comando sudovest e nel luglio 1922 occupò Limerick.
Nel settembre 1922 fu nominato comandante della polizia irlandese, che finita la guerra trasformò in una polizia civile non armata. Vi restò finò al febbraio 1933.

### Capo del fascismo irlandese
Nel 1933 O'Duffy divenne il capo della Guardia Nazionale, l'ex ACA, che più tardi prese il nome di Blueshirts (Camicie Azzurre). Fu evidente il richiamo alle Camicie Nere di Benito Mussolini, sia per una ripresa del saluto romano sia per altre analogie. Dopo una parata avvenuta nell'agosto del 1933 a Dublino, palese richiamo della Marcia su Roma del 1922, l'organizzazione iniziò a suscitare le prime polemiche, finché nel settembre dello stesso anno le Camicie Azzurre furono dichiarate illegali. Partecipò allora alla coalizione antigovernativa Fine Gael, cui fu il leader fino al 1934.
Nel dicembre di quell'anno O'Duffy partecipò alla Conferenza internazionale fascista svoltasi a Montreux in Svizzera in cui vi erano i rappresentanti di altri 13 paesi - Germania, Austria, Belgio, Danimarca, Francia, Grecia, Paesi Bassi, Italia, Lituania, Norvegia, Portogallo, Romania, Spagna e Svizzera. 
Nel 1935 fondò così il Partito Nazionale Corporativo, di stampo fascista.
Durante la guerra civile spagnola O'Duffy guidò circa 700 uomini dell'Irish Brigade per combattere al fianco del generale Franco, nonostante la dichiarazione d'illegalità dell'organizzazione. Tornarono in Irlanda nel giugno nel 1937.
Ritiratosi completamente dalla politica attiva, O'Duffy però non nascose mai le sue simpatie per il nazismo: organizzò gruppi di volontari irlandesi da mandare sul fronte russo al fianco dei tedeschi per combattere il bolscevismo, ma i suoi aiuti non vennero mai presi sul serio da Hitler.
Ormai in disgrazia, col passare del tempo il suo stato di salute si aggravò e morì il 30 novembre 1944, all'età di 52 anni. Con solenni funerali di Stato venne sepolto nel cimitero di Glasnevin.